# Малајали
Малајали или Кералити су индијска етничка група дравидског порекла која потиче из државе Керала у јужној Индији. Идентификовани су као говорници малајалам језика, који припада дравидској породици језика. Као што већином живе у Керали, термин Кералити се користи као алтернатива.
Они су претежно матерњи говорници малајаламског језика, једног од шест класичних језика у Индији. Држава Керала је створена 1956. године Законом о реорганизацији држава. Пре тога, од 1800-их година постојала је Краљевина Кочин, Краљевина Траванкор, округ Малабар и Јужна Канара у Британској Индији. Округ Малабар су анектирали Британци кроз Трећи Мајсорски рат (1790–1792) од Типу Султана. Пре тога, Малабарски округ је био под различитим краљевствима укључујући Заморине из Каликута, Краљевство Танур, Аракалско краљевство, Колатунаду, Валуванад и Палакад Рајас.
Према индијском попису из 2011. године, у Керали има око 33 милиона Малајала, што чини 97% укупног становништва државе. Малајалске мањине се такође налазе у суседној држави Тамил Наду, углавном у округу Канјакумари и округу Нилгири, и округима Дакшина Канада и Кодагу у Карнатаки, као и у другим метрополитанским областима Индије. Током друге половине 20. века, значајне малајалске заједнице су се појавиле у земљама Персијског залива, укључујући Уједињене Арапске Емирате (УАЕ), Бахреин, Саудијску Арабију, Оман, Катар и Кувајт и, у мањој мери, друге развијене земље са првенствено имигрантским пореклом као што су Малезија, Сингапур, Сједињене Државе (САД), Уједињено Краљевство (УК), Аустралија, Нови Зеланд и Канада. Према подацима из 2013. године, процењено је да је широм света било око 1,6 милиона исељених етничких малајалаца. Процењена популација Малајалаца у Малезији 2020. године је приближно 348.000, што чини 12,5% укупног броја индијанског становништва у Малезији, и што их чини другом највећом индијском етничком групом у Малезији, после Тамила. Познато је да је већина малајалејске популације у Малезији узраста од 18 до 30 година трећа, четврта или пета генерација која живи као држављани Малезије. Према А. Р. Раџа Раџа Варми, Малајалам је био назив места, пре него што је постао назив језика којим су људи говорили.

## Популација
Према попису из 2011. године, било је 30.803.747 говорника малајалам језика, што чини око 93,2% укупног броја говорника малајалам језика у Индији, и 96,7% од укупног броја становника у Керали. Такође има 701.673 Малајала у Карнатаки, 557.705 у Тамил Надуу и 406.358 у Махараштри. Број говорника малајалам језика у Лакшадвипу је био 51.100, што чини 84% популације Лакшадвипа. Укупно, Малајали чине 3,22% популације Индије према попису из 2001. године.

## Језик
Малајали имају свој малајали језик, који спада у дравидску породицу језика. За њега се верује да је настао из старотамилског језика у 6. веку, а имају своје малајалам писмо које је у 12. веку настало из брами писма. Њиме се широм света служи око 38 милион људи.

## Религија
Малајали су већином хиндуистичке вероисповести, мада број муслиманских верника расте, а има и хришћана, већином католика, као и будиста, сикиста, атеиста и припадника других верских заједница.